# Dimosthenis Tampakos
Dimosthenis Tampakos (grekiska: Δημοσθένης Ταμπάκος), född den 12 november 1976 i Thessaloniki, Grekland, är en grekisk gymnast.
Han tog OS-silver i ringar i samband med de olympiska gymnastiktävlingarna 2000 i Sydney och därefter OS-guld i ringar i samband med de olympiska gymnastiktävlingarna 2004 i Aten.